# Thatch Cay
Thatch Cay is een onbewoond privé-eiland in de Amerikaanse Maagdeneilanden. Het ligt ongeveer 800 meter van Saint Thomas. Het eiland was tot het midden van de 20e eeuw bewoond.

## Geschiedenis
Thatch Cay is vernoemd naar de Tyre-palm (Coccothrinax alta) die veel voorkomt op het eiland.
In de 18e eeuw bevond zich de katoenplantage The Hope op het eiland. In 1804 had het 16 inwoners waaronder 2 slaven.
In het begin van de 20e eeuw was er een vissersdorp op het eiland met 6 huizen en een kopermijn. In het midden van de 20e eeuw werd het eiland verlaten.
In 2000 zou een toeristische resort op Thatch Cay worden gebouwd, maar door de economische crisis van 2008 werden de plannen niet uitgevoerd. In 2022 staat het eiland te koop.
Thatch Cay wordt bewoond door verwilderde geiten en een kolonie Dougalls sternen.
Saint Croix · Saint John · Saint Thomas

Buck Island (Saint Croix) · Great Hans Lollik · Great Saint James · Hassel Island · Little Saint James · Protestant Cay · Thatch Cay · Water Island